# Stickney (cratera)
A cratera Stickney é a uma cratera localizada em Fobos, satélite natural de Marte. A cratera está localizada nas coordenadas 5° S 55° O e é maior cratera de Fobos e tem um diâmetro de 9 km e ocupa boa parte do território da lua marciana.
O nome foi dado em homenagem à Chloe Angeline Stickney Hall, esposa do astrônomo Asaph Hall que descobriu Fobos.
A cratera Stickney possui outra cratera dentro dela de 2 km de diâmetro, fruto de um impacto posterior.